# 김약채
김약채(金若采)는 고려 말 조선 초의 문신으로, 본관은 광산(光山)이다. 김정(金鼎)의 장남이자 김국광(金國光)·김겸광(金謙光)의 증조이다.

## 생애
1371년(공민왕 20) 동진사(同進士) 8위로 문과에 급제했다.
1388년(우왕 14) 1월 좌사의대부(左司議大夫)로서 조반(趙胖)의 옥사를 다스리는 데 참여했는데, 염흥방(廉興邦)이 조반을 거짓으로 자복하게 하려고 혹독하게 고문했다. 이때 홀로 불가하다고 주장해 고문을 중지시켰다.
6월 지신사(知申事)로 임명되었으나, 같은 달 이성계(李成桂)가 위화도 회군으로 정권을 잡은 후 사헌부(司憲府)에 의해 논죄되어 먼 고을로 유배되었다.
이후 조선조에서 벼슬했으며, 1400년(정종 2) 4월 좌산기상시(左散騎常侍)로서 대사헌(大司憲) 권근(權近)과 함께 훈친(勳親)의 사병 혁파와 병권의 중앙 집중을 역설하는 상소를 올려 시행시켰다.
12월 대사헌으로 임명되었다가 이듬해 파직되었으며, 1404년(태종 4) 충청도도관찰사(忠淸道都觀察使)로 나갔다.
사후 예조판서(禮曹判書)로 추증되었다.

## 가족 관계
- 증조 - 김진(金稹, 1292년 ~ ?)[6] : 정당문학(政堂文學), 장영공(章榮公)
  - 조부 - 김영리(金英利, 1314년 ~ ?)[6] : 판군기감사(判軍器監事)
    - 아버지 - 김정(金鼎, 1329년 ~ ?) : 광성군(光城君)
    - 어머니 - 전법판서(典法判書) 이방(李昉)의 딸 숙신택주(肅愼宅主) 연안 이씨
      - 동생 - 김약항(金若恒, ? ~ 1397년) :  중추원학사(中樞院學士), 증(贈) 의정부찬성사(議政府贊成事)·광산군(光山君), 명에 사신으로 갔다가 옥사
      - 동생 - 김약시(金若時)[7] : 전의부령(典儀副令)·진현관직제학(進賢館直提學), 김굉(金硡)의 증조
      - 부인 - 정당문학, 문정공(文定公) 원송수(元松壽, 1324년 ~ 1366년)의 차녀[6]
        - 장남 - 김문(金問, 1373년 ~ 1393년)[7] : 예문춘추관직관(藝文春秋館直館), 증 좌찬성(左贊成)·세자이사(世子貳師), 김국광(金國光, 1415년 ~ 1480년)·김겸광(金謙光, 1419년 ~ 1490년)의 조부
        - 차남 - 김천(金闡) : 장령(掌令)
        - 3남 - 김한(金閑, ? ~ 1411년) : 중군총제(中軍摠制)
        - 4남 - 김열(金閱) : 형조도관좌랑(刑曹都官佐郞), 김여석(金礪石, 1445년 ~ 1493년)의 증조
        - 사위 - 정제(鄭提)[8] : 감찰(監察), 정수충(鄭守忠, 1401년 ~ 1469년)의 아버지